# Pereute charops leonilae
Pereute charops leonilae es una mariposa conocida como mariposa sombra; pertenece a la familia Pieridae.

## Descripción
Se caracteriza por presentar alas con fondo negro. En las alas anteriores con margen costal convexo, ápice redondo, margen distal o externo curvo y margen anal o interno convexo. Antenas de color blanco. En la cabeza presenta pelos blancos y negros (predominan los negros), tórax y abdomen de color negro con algunos pelos grises. De acuerdo a Llorente J. E. (1986),  las principales características para distinguir a esta subespecie es que en las alas anteriores presenta escamas de color gris claro y prácticamente están reducidas a una banda mediana con una pequeña mancha postdiscal de color blanco y en algunos ejemplares la banda es casi ausente quedando solamente la mancha postdiscal de color blanco. El salpicado de escamas claras en el resto de las alas es más escaso, y estando casi ausente en las alas posteriores, y solo parece un poco en el margen posterior, y en la región basal en las anteriores. Ventralmente la banda en la región media de las alas anteriores es rojo intenso excepto en algunos machos que presentan escamas amarillas dentro de la cédula discal. También dentro de la celda Sc-R1 la línea es más delgada.
El abdomen y tórax son de color negro.  Las hembras envés de presentar bandas amarillas presentan bandas rojas Las antenas son completamente blancas.

## Distribución
Noroeste de México, desde Sinaloa a Colima.

## Ambiente
Se encuentra en las área montañosas de la vertiente costera, desde el Norte de Colima hasta la parte media de Sinaloa en el Bosque Mesófilo de Montaña. En los sitios entre los 1000 a los 2000 m de altitud de la Sierra de San Juan, en el centro occidente del estado de Nayarit, Son abundantes a finales de abril a principios del mes de junio.

## Estado de conservación
No está enlistada en la NOM-059, ni tampoco evaluada por la UICN.